# 후비뉴
후벤스 페르난두 무에딤(포르투갈어: Rubens Fernando Moedim, 1982년 8월 4일~)은 흔히 후비뉴 (Rubinho)로 잘 알려진 브라질의 전 축구 선수이다. 현역 시절 포지션은 골키퍼였다.